# ملح البحر
ملح البحر SEA SALT

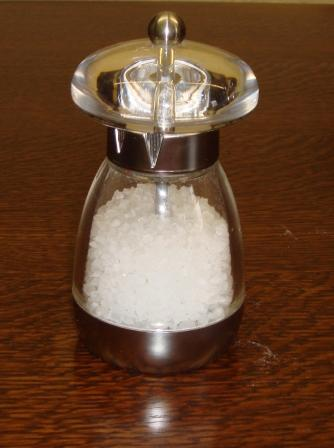

يعتبر الملح من العناصر الهامة في غذائنا اليومي، وقد عرفه الإنسان من قديم الزمن، يحتوي ملح البحر غير المكرر (والذي تم تبخيره من ماء البحر) على المعادن والعناصر التي يفقدها ملح المائدة العادي أثناء عملية التكرير.

## الأنواع والاستخدامات
يذوب الملح البحري الأبيض بسهولة عند تحركيه ويتميز بمذاقه الحلو ثم يتحول تدريجيا ليصبح مالحاً ,ويفضل استخدام الملح بشكل يومي، ويمكن استخدام الملح البحري ذو اللون الرمادي الذي يسمى أيضا المترسب والذي نحصل عليه في الطبقة السفلى عند عملية استخراج الملح وهو غالبا مايحتوي على شوائب، لذا يفضل عدم استعماله في الطعام. يضاف الملح إلى الحبوب الكاملة والبقول والخضروات وغيرها من الأطعمة أثناء الطهو، أكثر من استخدامه على المائدة بعد الطهو.يمكن إضافة رشة من الملح إلى الفواكه الطازجة أو المطهوة لتصبح ذات طاقة ويستخدم الملح عند اعداد المخللات وصلصة التتبيل ولتحضير ملح السمسم (الغومازيو).

## فوائده
يعتبر الملح من العناصر الأساسية اللازمة لتكوين الدم وسوائل الجسم الأخرى والانسجة الليمفاوية ,ويساعد الجهازين العصبي والهضمي على القيام بوظائفهما، إلى ذلك يعد مفيدا للكليتين والحويصلة الصفراوية والقلب والمعي الدقيق ومن المعروف ان كمُادات الملح تنفع في وقف انتشار الالتهابات والقضاء عليها تماما.

## مقدار مكونات ملح البحر|100غ
العناصر النادرة 0,003%
فلوريد، بروم، سترونسيوم 0,14%
كبريتات البوتاسيوم 0,42%
كلوريد الكالسيوم 0,04%
كربونات مغنيسيوم 1,51%
كلوريد الصوديوم 97,51%
.

## المصدر
- طعام المايكروبيوتك الموسع لمريم نور وكمال مزوق(بتصرف).